# Pitso Mosimane
Pitso John Hamilton Mosimane (Kasigo, 26 juli 1964) is een Zuid-Afrikaans voetbaltrainer en voormalig voetballer. Sinds 30 september 2020 was Mosimane de hoofdtrainer van Al-Ahly. Als clubtrainer won Mosimane internationaal al vele prijzen; hij won driemaal de CAF Champions League (eenmaal met Mamelodi Sundowns en tweemaal met Al-Ahly) en driemaal de CAF Super Cup (eenmaal met Mamelodi Sundowns en tweemaal met Al-Ahly). In juni 2022 verliet Mosimane Al-Ahly als hoofdtrainer. In juli 2023 werd Mosimane aangesteld als hoofdtrainer van Al-Wahda uit de Verenigde Arabische Emiraten.

## Erelijst
Als speler
 Ionikos
- Beta Ethniki: 1993/94

Als trainer
 SuperSport United
- ABSA Cup: 2005
- SAA Super Eight Cup: 2004

 Mamelodi Sundowns
- Premier Soccer League: 2013/14, 2015/16, 2017/18, 2018/19, 2019/20
- Nedbank Cup: 2014/15, 2019/20
- Telkom Knockout: 2015, 2019
- CAF Champions League: 2016
- CAF Super Cup: 2017

 Al-Ahly
- Egypt Cup: 2019/20
- CAF Champions League: 2019/20, 2020/21
- CAF Super Cup: 2021 (mei), 2021 (december)

 Al-Ahli
- First Division League: 2022/23

Individueel als trainer
- Premier Soccer League Trainer van het Seizoen: 2013/14, 2015/16, 2017/18, 2018/19, 2019/20
- CAF Trainer van het Jaar: 2016, 2021
- Egypt Sports Critics Association – Beste Trainer van het Jaar: 2020